# Vierville-sur-Mer
Vierville-sur-Mer és un municipi francès, situat al departament de Calvados i a la regió de Normandia.